# Глинести шисти
Глинестите шисти са вид седиментни скали, състоящи се от глинести материали (предимно различни хидрослюди, хлорити и др.) със сив или черен цвят, частиците на които обикновено са ориентиране строго паралелно. В резултат от този строеж глинестите шисти придобиват ясно изразена слоистост, т.е способност да се разделят на тънки пластинки. Глинестите шисти не се размекват във вода. Те са много характерни за областите с геосинклинални наслаги. Образувани са в резултат от уплътняването на глини и частичната им прекристализация при потъването им на значителна дълбочина и под въздействието на динамоморфизма. При по-нататъшното им изменение се превръщат във филити или хлористи шисти. Използват се за изработването на покривни материали или други цели.